# Jardim Irmã Lúcia
O Jardim Irmã Lúcia, ou Largo da Igreja de São João de Deus, é um jardim público aberto e sem horário que se situa, em Lisboa, do lado norte e sul da Igreja de São João de Deus (Lisboa). Localiza-se na freguesia de Areeiro (Lisboa) sendo delimitado pela Rua Brás Pacheco a oeste, pela Avenida do México a sul, pela Praça de Londres a este e pela Avenida Marconi a norte.
O Jardim dispõe de Parque Infantil e Estatuária.
O nome do jardim é uma homenagem a um dos três Pastorinhos de Fátima, a Irmã Lúcia.